# 波利娜·科马尔
波利娜·德米特里耶芙娜·科马尔（俄语：Полина Дмитриевна Комар，1999年11月4日—），俄罗斯女子花样游泳运动员，2017年世界游泳锦标赛集体技术自选和集体自由自选金牌得主、2019年世界游泳锦标赛集体技术自选、集体自由自选和自由组合金牌得主、2020年夏季奥林匹克运动会集体金牌得主。